# Paesaggi e personaggi
Paesaggi e personaggi è una raccolta di appunti e saggi di viaggio di Gillo Dorfles, a cura di Enrico Rotelli con introduzione di Aldo Colonnetti, pubblicato dall'editore Bompiani nel 2017.

## Trama
Il critico d'arte e filosofo italiano Gillo Dorfles raccoglie i suoi articoli di viaggio in Europa, America ed Estremo Oriente, e li ricorda attraverso i grandi avvenimenti del XX secolo, come l'inaugurazione di Brasilia nel 1960 o le conseguenze della segregazione razziale nella New York degli anni cinquanta, oltre alle sue conoscenze con artisti come Arturo Toscanini, Eugenio Montale e Leonor Fini. Alcuni testi sono una selezione di pagine già pubblicate su quotidiani come il Corriere della Sera o periodici come Domus (periodico), altri sono stati raccolti nella casa milanese di Dorfles da Rotelli.
Il libro è l'ultimo di Dorfles pubblicato in vita.